# Stoney 142B
Stoney 142B är ett reservat i Kanada.   Det ligger i provinsen Alberta, i den centrala delen av landet, 2 900 km väster om huvudstaden Ottawa.
I omgivningarna runt Stoney 142B växer i huvudsak barrskog. Runt Stoney 142B är det mycket glesbefolkat, med 3 invånare per kvadratkilometer.